# Les Vieilles Canailles
Pour les articles homonymes, voir Vieille Canaille.
Les Vieilles Canailles est le nom du trio réunissant les chanteurs Jacques Dutronc, Eddy Mitchell et Johnny Hallyday.
Les Vieilles Canailles se produisent une première fois sur la scène de Bercy, où ils donnent six représentations, du 5 au 10 novembre 2014.
En juin et juillet 2017, le trio se reforme le temps d'une tournée en France, Belgique et Suisse.

## Genèse
À l'origine du projet se trouve la passion que partagent le producteur Valéry Zeitoun et Eddy Mitchell pour le Rat Pack, célèbre trio réunissant, dans les années 1950 aux États-Unis, les chanteurs Dean Martin, Frank Sinatra et Sammy Davis, Jr..
C'est durant l'automne 2013 que le producteur en parle aux manageurs respectifs des trois artistes : Sébastien Farran, Rose Léandri et Claude Wild. Les trois amis se retrouvent ensuite en janvier 2014 pour un déjeuner. Johnny Hallyday, le premier, l'évoque publiquement sur Twitter. Le projet est officiellement lancé en mai 2014 et trois concerts sont annoncés (les 5, 6 et 7 novembre à Bercy). Les places se vendent en une matinée et devant l'affluence du public, deux nouvelles dates s'ajoutent (le 8 et le 9) ; une sixième représentation est enfin ajoutée courant octobre.
Le nom du groupe fait référence à la chanson de Serge Gainsbourg Vieille canaille — adaptation par Jacques Plante du titre américain You Rascal You —, qu'Eddy Mitchell enregistre dans une nouvelle version en duo avec Gainsbourg en 1986.

## Bercy 2014

### Liste des titres du récital
| Titre                                       | interprété par | chanson de                                             | Date      | Album                                   |
| ------------------------------------------- | --- | ------------------------------------------------------ | --------- | --------------------------------------- |
| C'est pourtant vrai (introduction musicale) | Le big band de Michel Gaucher                                                                                               | (instrumental composé par Michel Gaucher)              | -         | -                                       |
| Les playboys                                | Jacques Dutronc Eddy Mitchell Johnny Hallyday                                                                               | Jacques Dutronc                                        | 1966      | Jacques Dutronc                         |
| Noir c'est noir                             | Jacques Dutronc Eddy Mitchell Johnny Hallyday                                                                               | Johnny Hallyday                                        | 1966      | La Génération perdue                    |
| C'est un rocker                             | Jacques Dutronc Eddy Mitchell Johnny Hallyday                                                                               | Eddy Mitchell                                          | 1974      | Rocking in Nashville                    |
| Les Cactus                                  | Eddy Mitchell Johnny Hallyday                                                                                               | Jacques Dutronc                                        | 1966      | Jacques Dutronc                         |
| L'Opportuniste                              | Jacques Dutronc | Jacques Dutronc                                        | 1968      | L'Opportuniste                          |
| La Fille du père Noël                       | Jacques Dutronc | Jacques Dutronc                                        | 1966      | Jacques Dutronc                         |
| J'ai oublié de vivre                        | Jacques Dutronc Johnny Hallyday                                                                                             | Johnny Hallyday                                        | 1977      | C'est la vie                            |
| J'aime les filles                           | Jacques Dutronc Eddy Mitchell Johnny Hallyday                                                                               | Jacques Dutronc                                        | 1967      | Super 45 J'aime les filles              |
| Le Cimetière des éléphants                  | Eddy Mitchell | Eddy Mitchell                                          | 1982      | Le Cimetière des éléphants              |
| Lèche-bottes blues                          | Eddy Mitchell Johnny Hallyday (qui intervient dans la toute fin de la chanson, sans que ce soit à proprement parler un duo) | Eddy Mitchell                                          | 1989      | Ici Londres                             |
| Excuse-moi partenaire                       | Eddy Mitchell Johnny Hallyday                                                                                               | Johnny Hallyday                                        | 1964      | Les guitares jouent                     |
| Dead or Alive                               | Eddy Mitchell Johnny Hallyday                                                                                               | Johnny Hallyday (reprise du titre de Lonnie Donegan)   | 2013      | Born Rocker Tour                        |
| Be-Bop-A-Lula                               | Jacques Dutronc Eddy Mitchell Johnny Hallyday                                                                               | Eddy Mitchell (Les Chaussettes noires) Johnny Hallyday | 1961 1962 | 100 % rock Sings America's Rockin' Hits |
| Il est cinq heures, Paris s'éveille         | Jacques Dutronc Eddy Mitchell                                                                                               | Jacques Dutronc                                        | 1968      | Il est cinq heures                      |
| Couleur menthe à l'eau                      | Eddy Mitchell Johnny Hallyday                                                                                               | Eddy Mitchell                                          | 1980      | Happy Birthday                          |
| Gabrielle                                   | Johnny Hallyday | Johnny Hallyday                                        | 1976      | Derrière l'amour                        |
| Le Pénitencier                              | Johnny Hallyday | Johnny Hallyday                                        | 1964      | Le Pénitencier                          |
| On veut des légendes                        | Jacques Dutronc Eddy Mitchell Johnny Hallyday                                                                               | Eddy Mitchell Johnny Hallyday (duo studio)             | 2006      | Jambalaya                               |
| Quelque chose de Tennessee                  | Jacques Dutronc Johnny Hallyday                                                                                             | Johnny Hallyday                                        | 1985      | Rock'n'Roll Attitude                    |
| Vieille Canaille                            | Jacques Dutronc Eddy Mitchell Johnny Hallyday                                                                               | Eddy Mitchell (en duo avec Serge Gainsbourg)           | 1986      | Eddy Paris Mitchell                     |
| Et moi, et moi, et moi                      | Jacques Dutronc Eddy Mitchell Johnny Hallyday                                                                               | Jacques Dutronc                                        | 1966      | Jacques Dutronc                         |
| Pas de boogie woogie                        | Jacques Dutronc Eddy Mitchell Johnny Hallyday                                                                               | Eddy Mitchell                                          | 1976      | 45 tours                                |
| La Musique que j'aime                       | Jacques Dutronc Eddy Mitchell Johnny Hallyday                                                                               | Johnny Hallyday                                        | 1973      | Insolitudes                             |

- On compte sept titres de Dutronc, sept d'Hallyday et six de Mitchell (+ Vieille Canaille).
- Les Vieilles Canailles chantent dix fois en trio.
- Hallyday et Mitchell ont quatre duos en commun (+ sur la toute fin de Lèche bottes blues), Dutronc deux avec Hallyday et Mitchell chante une fois en duo avec Dutronc.
- Chacun des artistes interprète deux titres en solo.
- Hallyday chante donc sur 18 chansons (plus la participation à la fin de Lèche-bottes blues), Mitchell sur 17 et Dutronc sur 15.

## Tournée 2017

### Contexte
Deux ans après la première série de concerts à Paris, Les Vieilles Canailles se reforment, à l'initiative de Johnny Hallyday et Valéry Zeitoun, le producteur. Une tournée prévue en juin et juillet 2017 est annoncée en novembre 2016.
À la suite de l'annonce du cancer de Johnny Hallyday en mars 2017, de nombreuses rumeurs remettent en cause la participation de ce dernier au trio. Cependant, ces rumeurs sont balayées par le principal intéressé qui confirme sa présence.
Les Vieilles Canailles donnent le premier concert, d'une tournée qui en compte 17, le 10 juin au Stade Pierre Mauroy à Lille. Parfois assis sur un tabouret, mais la voix intacte, Johnny Hallyday est bien présent lors du retour sur scène du trio mythique. Le 24 juin, la première des deux représentations prévues au Palais omnisports de Paris-Bercy, est retransmise en direct sur TF1. La dernière est jouée, le 5 juillet au Festival de Carcassonne,.
Dirigé par Michel Gaucher, un orchestre de 22 musiciens, dont de nombreux cuivres, accompagne les Vieilles Canailles. Thomas Dutronc, maintes fois au cours de la tournée, se joint au trio, l'accompagnant à la guitare sur le titre Et moi, et moi, et moi. 
La liste des chansons reste inchangée, exception faite de J'ai oublié de vivre, chanson de Johnny interprétée avec Jacques Dutronc en 2014, qui cède la place à Joue pas de rock'n'roll pour moi, autre titre d'Hallyday qu'il chante en duo avec Eddy Mitchell.
La représentation donnée à Carcassonne le 5 juillet 2017, est le dernier concert de Johnny Hallyday, qui décède cinq mois plus tard le 5 décembre 2017 dans sa villa de Marnes-la-Coquette à l'âge de 74 ans.
Réagissant à la disparition du chanteur, Eddy Mitchell déclare : « J'ai perdu plus qu'un ami, j'ai perdu mon frère ». Jacques Dutronc salue le courage de son ami, qui malgré la douleur sur scène oubliait sa maladie « cette espèce de crabe de merde ».

### Musiciens
Nota : source pour l'ensemble de la section :
- Michel Gaucher  : direction musicale, saxophone, arrangeur
- Jean-Yves D'Angelo : piano, claviers
- Hervé Brault : guitare
- Fred Chapellier : guitare
- Basile Leroux : guitare
- Yarol Poupaud : guitare
- Greg Zlap : harmonica
- Franck Bedez : basse
- Christophe Deschamps : batterie
- Fabrice Adam, Jacques Bessot, Yves Le Carboulec, Éric Mula : trompette
- Didier Havet, Michaël Joussein, Jean-Marc Welch : trombone
- Pierre d'Angelo, Thierry Farrugia, Hervé Meschinet, Gilles Miton : saxophone

### Liste des titres du récital (2017)
Nota : source pour l'ensemble de la section : 
- Nous donnons ici la liste des titres dans sa configuration la plus longue ; certains titres furent quelquefois supprimés selon la représentation.
- Dead Or Alive, reprise du titre de Lonnie Donegan, chanté par Johnny Hallyday et Eddy Mitchell, n'a été joué que le premier soir à Lille.
- La chronologie du tour de chant est légèrement modifiée par rapport au programme de 2014.

| Titre                                                                              | interprété par                                |
| ---------------------------------------------------------------------------------- | --------------------------------------------- |
| C'est pourtant vrai (introduction musicale)                                        | Le big band de Michel Gaucher                 |
| Les playboys                                                                       | Jacques Dutronc Eddy Mitchell Johnny Hallyday |
| Noir c'est noir                                                                    | Jacques Dutronc Eddy Mitchell Johnny Hallyday |
| C'est un rocker                                                                    | Jacques Dutronc Eddy Mitchell Johnny Hallyday |
| Les Cactus                                                                         | Eddy Mitchell Johnny Hallyday                 |
| L'Opportuniste                                                                     | Jacques Dutronc                               |
| La Fille du Père Noël                                                              | Jacques Dutronc                               |
| Quelque chose de Tennessee                                                         | Jacques Dutronc Johnny Hallyday               |
| J'aime les filles                                                                  | Jacques Dutronc Eddy Mitchell Johnny Hallyday |
| Le Cimetière des éléphants                                                         | Eddy Mitchell                                 |
| Lèche-bottes blues                                                                 | Eddy Mitchell                                 |
| Excuse-moi partenaire                                                              | Eddy Mitchell Johnny Hallyday                 |
| Joue pas de rock'n'roll pour moi (1976, album Derrière l'amour de Johnny Hallyday) | Eddy Mitchell Johnny Hallyday                 |
| Dead or Alive                                                                      | Eddy Mitchell Johnny Hallyday                 |
| Be-Bop-A-Lula                                                                      | Jacques Dutronc Eddy Mitchell Johnny Hallyday |
| Il est cinq heures, Paris s'éveille                                                | Jacques Dutronc Eddy Mitchell                 |
| Couleur menthe à l'eau                                                             | Eddy Mitchell Johnny Hallyday                 |
| Gabrielle                                                                          | Johnny Hallyday                               |
| Le Pénitencier                                                                     | Johnny Hallyday                               |
| On veut des légendes                                                               | Jacques Dutronc Eddy Mitchell Johnny Hallyday |
| Vieille Canaille                                                                   | Jacques Dutronc Eddy Mitchell Johnny Hallyday |
| Et moi, et moi, et moi                                                             | Jacques Dutronc Eddy Mitchell Johnny Hallyday |
| Pas de boogie woogie                                                               | Jacques Dutronc Eddy Mitchell Johnny Hallyday |
| La Musique que j'aime                                                              | Jacques Dutronc Eddy Mitchell Johnny Hallyday |

## Les Vieilles Canailles à la télévision
- Le 20 décembre 2014, à l'occasion d'une émission consacrée à Johnny Hallyday sur TF1, le trio légèrement modifié, Thomas Dutronc remplaçant son père, interprète Noir c'est noir[23],[24].
- Lors du Grand Show consacré à Johnny, le 28 novembre 2015, sur France 2, le trio chante le succès de Jacques Dutronc Et moi, et moi, et moi[25],[26].
- Le 4 juin 2017, à l'occasion du lancement de la tournée qui débute le 10 juin, le trio est présent au journal de 20 heures de TF1. Il s'agit du dernier entretien télévisé en direct de Johnny Hallyday.
- Le 24 juin 2017, TF1 diffuse en direct de Bercy le concert des Vieilles Canailles[27].

## Discographie
- 2014 : Les Vieilles Canailles, compilation en 3 CD réunissant les plus grands succès de Dutronc, Hallyday et Mitchell.
- 2017 : Triple vinyle Les Vieilles Canailles (édition à l'identique - pochette comme contenu, moins quelques titres - de la compilation de 2014).
- 2019 : Les Vieilles Canailles Le Live

### Autres
Compilations Eddy Mitchell et Johnny Hallyday : 
- 2014 : LP Eddy-Johnny / Johnny-Eddy Rock'N'Roll Part.1 / Universal Music 5350145 / 14 titres.
- 2014 : LP Eddy et Johnny Rhythm'n blues Part.1 / Universal Music 5353404 / 16 titres.
- 2015 : LP Hallyday Mitchell Country Part.1 / Universal Music 5358684 / 16 titres.